# Хара, Гонсало
Гонса́ло Алеха́ндро Ха́ра Ре́йес (исп. Gonzalo Alejandro Jara Reyes; 29 августа 1985, Уальпен) — чилийский футболист, игравший на позиции защитника. Выступал за сборную Чили.

## Биография
Хара дебютировал на профессиональном уровне в 2005 году в составе «Уачипато». Участник молодёжного чемпионата мира (U-20) 2005 года. В 2007 году перешёл в известный чилийский клуб «Коло-Коло». В 2006 году Хара дебютировал в национальной сборной, играл за неё на Кубке Америки 2007.
26 августа 2009 года Хара перешёл в английский «Вест Бромвич Альбион», в сезоне 2008/09 вылетевший из английской Премьер-лиги, за 1,4 миллиона фунтов стерлингов (хотя в начале переговоров сумма, запрашиваемая «Коло-Коло», составляла 3 млн фунтов стерлингов) и подписал с командой контракт на три года. Свой первый гол за «Вест Бромвич Альбион» Хара забил 7 ноября 2009 года в матче против «Лестер Сити». В сезоне 2009/10 «Вест Бромвич» с Харой в составе занял 2-е место в Чемпионшипе, тем самым вернувшись в Премьер-лигу.
В июне 2015 года Хара попал в сводки новостей в связи с неприятным инцидентом: он ткнул пальцем в анус форварду Уругвая Эдинсону Кавани во время четвертьфинальной встречи Кубка Америки, после чего Кавани отмахнулся от него и был удалён.. После данного поступка был выставлен на трансфер клубом «Майнц 05»

## Достижения
- Чемпион Чили (4): Ап. 2007, Кл. 2007, Кл. 2008, Кл. 2017
- Победитель Кубка Америки: 2015, 2016

## Голы за сборную
| Дата             | Место                                             | Соперник  | Счёт | Результат | Соревнование                                       |
| ---------------- | ------------------------------------------------- | --------- | ---- | --------- | -------------------------------------------------- |
| 19 июня 2008     | Хосе Антонио Ансоатеги, Пуэрто-ла-Крус, Венесуэла | Венесуэла | 1:2  | 2:3       | Чемпионат мира по футболу 2010 (отборочный турнир) |
| 10 сентября 2008 | Национальный стадион, Сантьяго, Чили              | Колумбия  | 1:0  | 4:0       | Чемпионат мира по футболу 2010 (отборочный турнир) |
| 17 ноября 2009   | Под Дубнём, Жилина, Словакия                      | Словакия  | 0:1  | 1:2       | Товарищеский матч                                  |